# Vell savi
El vell savi és una figura arquetípica que apareix a la mitologia i la literatura com un personatge d'edat que acumula gran coneixement i guia l'heroi en les seves aventures, sigui sota la forma de consells o amb revelacions de secrets i informació. El vell savi acostuma a viure retirat del món o acompanya el protagonista en un segon pla, no participa directament en l'aventura. Respon a un arquetip tradicional en la filosofia de Carl Gustav Jung, que equival al pare-mentor que guia. Exemples en podrien ser Merlí en les novel·les artúriques o Panoràmix als còmics d'Astèrix. El vell savi als relats medievals i fantàstics és un mag o persona que accedeix al coneixement ocult i esotèric.